# 2 Horns/2 Rhythm
2 Horns/2 Rhythm è un album di Kenny Dorham e del sassofonista Ernie Henry, pubblicato dalla Riverside Records nel 1957.

## Tracce
Lato A
1. Lotus Blossom – 5:20 (Kenny Dorham) – Registrato il 13 novembre 1957 a New York
2. 'Sposin' – 6:09 (Andy Razaf, Paul Denniker) – Registrato il 13 novembre 1957 a New York
3. Soon – 2:54 (George Gershwin, Ira Gershwin) – Registrato il 13 novembre 1957 a New York
4. Is It True What They Say About Dixie ? – 4:33 (Gerald Marks, Irving Caesar, Sammy Lerner) – Registrato il 2 dicembre 1957 a New York

Lato B
1. The End of a Love Affair – 4:22 (Edward Redding) – Registrato il 13 novembre 1957 a New York
2. I'll Be Seeing You – 4:20 (Irving Kahal, Sammy Fain) – Registrato il 13 novembre 1957 a New York
3. Noose Bloos – 6:33 (Kenny Dorham) – Registrato il 13 novembre 1957 a New York
4. Jazz-Classic – 3:10 (Kenny Dorham) – Registrato il 2 dicembre 1957 a New York

Edizione CD del 2007, pubblicato dalla Riverside Records
1. Lotus Blossom – 5:24 (Kenny Dorham)
2. 'Sposin' – 6:15 (Andy Razaf, Paul Denniker)
3. Soon – 2:58 (George Gershwin, Ira Gershwin)
4. Is It True What They Say About Dixie ? – 4:42 (Gerald Marks, Irving Caesar, Sammy Lerner)
5. End of a Love Affair – 4:28 (Edward Redding)
6. I'll Be Seeing You – 4:24 (Irving Kahal, Sammy Fain)
7. Noose Bloos – 6:38 (Kenny Dorham)
8. Jazz-Classic – 3:14 (Kenny Dorham)
9. 'Sposin' – 4:49 (Andy Razaf, Paul Denniker) – Bonus track, alternate take

## Musicisti
Brani A1, A2, A3, B1, B2 & B3
- Kenny Dorham  - trumpet
- Kenny Dorham - pianoforte (solo nel brano : A3)
- Ernie Henry  - sassofono alto
- Eddie Mathias  - contrabbasso
- G.T. Hogan  - batteria

Brani A4 & B4
- Kenny Dorham  - tromba
- Ernie Henry  - sassofono alto
- Wilbur Ware  - contrabbasso
- G.T. Hogan  - batteria